# Dòlar bahamià
El dòlar de les Bahames (en anglès Bahamian dollar o, simplement, dollar) és la moneda oficial de l'estat insular de les Bahames. Normalment s'abreuja $, o B$ per diferenciar-lo del dòlar dels Estats Units i d'altres tipus de dòlars. El codi ISO 4217 és BSD. Se subdivideix en 100 cents.
Va substituir la lliura de les Bahames a raó d'1 $ per 7 xílings de lliura el 1966. Aquest tipus de canvi permetia l'establiment de la paritat amb el dòlar dels Estats Units, ja que aleshores la taxa de canvi entre la lliura esterlina i el dòlar estatunidenc es fixava en 1 £ = 2,80 $. Això també explica el valor inusual de la moneda de 15 cents, que si fa no fa equival a un xíling.
Emès pel Banc Central de les Bahames (The Central Bank of The Bahamas), en circulen monedes d'1, 5, 10, 15, 25 i 50 cents i d'1, 2 i 5 dòlars (aquestes tres últimes, rarament), i bitllets de ½, 1, 3, 5, 10, 20, 50 i 100 dòlars. Com a curiositat, cal destacar la forma romboïdal amb els angles arrodonits de la moneda de 15 ¢ –avui en dia poc freqüent– i la forma de petxina de pelegrí de la de 10 ¢; la resta són circulars, com és habitual a la majoria de països.

## Taxes de canvi
- 1 EUR = 1,2114 BSD (31 de març del 2006)
- 1 USD = 1,00 BSD (taxa paritària fixa)